# Bill Deraime
Bill Deraime, de son vrai nom Alain Deraime est un chanteur et musicien de blues français, né le 3 février 1947 à Senlis (Oise).

## Biographie
Bill Deraime passe une enfance sans histoire, élevé dans une institution religieuse, il découvre le gospel en cours d'anglais. À l'âge de 15 ans il découvre la musique américaine, Ray Charles, le Folk-Song, et le Blues. Après avoir commencé des études de kinésithérapeute, il monte à  Paris en 1968 et se produit dans les rues de Montmartre, avec des copains musiciens. 

## Carrière
En 1971, Bill Deraime crée le Back Door Jug Band, un groupe qui écume les festivals de jazz. Depuis il ne cessera de chanter et de militer pour diverses causes.
En 1979 paraît son premier album Bill Deraime (ou Mean old blues) sur le label Argile. En 1980 sort l'album Plus la peine de frimer, avec le titre qui va devenir son premier tube : Faut que j'me tire ailleurs. 
Puis il rencontre, en 1981, un succès fulgurant avec l'album Qu'est-ce que tu vas faire ? et surtout avec la chanson Babylone tu déconnes.
En 1989 Bill Deraime obtient un nouveau succès avec l'adaptation de Sittin' on the dock of the bay (composition d'Otis Redding et Steve Cropper) sour le titre Sur Le Bord De La Route (album Toujours Du Bleu).
Après cette période de forte exposition médiatique, Bill Deraime poursuit une carrière beaucoup plus discrète mais continue de sortir régulièrement des albums qui témoignent de diverses influences.  
Ainsi, l'album La Louisiane, sorti en 1991, souligne l'importance de cet État américain dans la carrière du chanteur. De même en 1994, Tout recommençait s'ouvre avec le son d'un didjeridoo aborigène. 
En 2019, Bill Deraime est intronisé au Blues Of Fame Français aux côtés de Cisco Herzhaft, Paul Personne et Jean Jacques Milteau. En juin 2021, sa maison de disques annonce qu'il arrête la musique et prend sa retraite.

## Discographie

### Participations
- 1973 : Backdoor Jugband : In The Evening... (Alain Giroux, Laurent gérôme, Jean-Jacques Milteau, Marc Berut, Florentine Deraime, Bill Deraime).
- 1973 : Compilation : 3e jazz sur l'herbe de Montigny-sur-l'Hallue (Promophone PROM2) comprend le titre Richland woman (traditionnel) par Backdoor Jug Band.
- 1975 : Compilation : Concert Pour Les Orphelins Du Vietnam comprend les titres Hésitation Blues et Nine Pound Hammer par Backdoor Jug Band.

### 45 T EP
- 1977 : Bill et Flo : Louanges à notre Dieu

### Albums studio
- 1979 : Bill Deraime (ou Mean old blues)
- 1980 : Plus la peine de frimer
- 1981 : Qu'est-ce que tu vas faire ?
- 1982 : Entre deux eaux
- 1984 : Fauteuil piégé
- 1985 : Énergie positive
- 1987 : La porte  (la réédition CD comporte un ordre différent des 9 titres)
- 1989 : Quand y a le tube (ou Toujours du bleu en CD)
- 1991 : La Louisiane
- 1994 : Tout recommençait
- 1999 : Bill Deraime & Mystic Zebra : Avant la paix  (le titre Énergie positive est une version réenregistrée)
- 2000 : C'est le monde  (réédition du précédent avec 1 inédit, C’est le monde + Sur le bord de la route réenregistré)
- 2004 : Quelque part  (Babylone tu déconnes est une version réenregistrée, complétée d’un titre caché inconnu)
- 2007 : Revisité 2007   (avec Mystic Zebra, réenregistrement en électro-acoustique de 15 de ses anciens morceaux + 3 titres inédits)
- 2008 : Bouge encore  (réédition du précédent avec 2 autres inédits)
- 2010 : Brailleur de fond  (double CD 26 morceaux + 2 titres live en vidéo et un livret de 40 pages avec des notes de l’artiste)
- 2013 : Après demain
- 2018 : Nouvel horizon  (avec en invités : Kad Merad, Florent Pagny, Bernard Lavilliers, Jean-Jacques Milteau, Tryo, Fratoun, Yves Jamait, Joniece Jamison et Sanseverino)
- 2021 : Nouvel Horizon Vol. 2

Ses six premiers albums n’ont pas été réédités en CD. Il existe cependant le CD compilation Mister Blues sorti en 1990 chez RCA qui contient ses principaux tubes de 1979 à 1981 (Faut que j'me tire ailleurs, Babylone etc.), éventuellement réenregistrés.

### Albums live
- 1983 : En concert à l’Olympia (double album 33 T, non réédité en CD)
- 1993 : Live (Pauvre de moi est inédit)
- 2005 : Live au New Morning

### Compilation
- 1990 :  Mister Blues (1979-1981)